# Венеціанський мавр (фільм, 1960)
«Венеціанський мавр» — радянський фільм-балет, екранізація однойменного спектаклю, поставленого танцівником і балетмейстером Вахтангом Чабукіані на музику композитора Олексія Мачаваріані на сцені Тбіліського театру опери та балету імені Паліашвілі. Знятий в 1960 році на кіностудії «Грузія-фільм» (СРСР).

## Сюжет
В основі балету, поставленого в традиціях радянської хореодрами, лежить сюжет трагедії Вільяма Шекспіра «Отелло». Хореографія побудована на змішуванні класичних балетних рухів і сучасного (для СРСР того часу) танцю.

## У ролях
- Вахтанг Чабукіані — Отелло, благородний мавр, полководець венеціанської армії
- Віра Цигнадзе —  Дездемона, дочка Брабанціо і дружина Отелло
- Зураб Кікалейшвілі —  Яго, мічман
- Е. Мітайшвілі —  Емілія, дружина Яго
- Е. Чабукіані —  Б'янка, куртизанка
- Бекар Монавардісашвілі —  Кассіо, начальник ескадри
- Михайло Гелюс —  Монтано, попередник Отелло в управлінні островом Кіпр
- Володимир Івашкін —  Дож Венеції
- Резо Цулукідзе —  Родріго, венеціанський патрицій
- Михайло Дудко —  Брабанціо, сенатор
- В масових сценах — артисти балету Тбіліського театру опери та балету імені Паліашвізі

## Знімальна група
- Композитор —  Олексій Мачаваріані
- Автор сценарію, хореограф-постановник і режисер —  Вахтанг Чабукіані
- Оператор —  Фелікс Висоцький
- Художники — Серапіон Вацадзе, Симон Вірсаладзе